# AGEPC
AGEPC sta per acetil-gliceril-etere-fosforilcolina, un composto chimico la cui struttura è presente in alcuni composti di grande importanza biologica.

## Struttura

Struttura del PAF

È un fosfolipide con glicerolo, acido grasso a catena lunga, un altro acido grasso a catena molto corta e un radicale di fosfatidilcolina
Un esempio di AGEPC è il PAF (Platelet Activation Factor), le cui funzioni sono importantissime per l'aggregazione piastrinica.